# Neoathyreus versicolor
Neoathyreus versicolor är en skalbaggsart som beskrevs av Henry Fuller Howden 1985. Neoathyreus versicolor ingår i släktet Neoathyreus och familjen Bolboceratidae. Inga underarter finns listade i Catalogue of Life.